# Marktzeuln
Marktzeuln è un comune tedesco di 1 692 abitanti, situato nel land della Baviera.